# Route nationale 87 (Belgique)
Pour les articles homonymes, voir Route nationale 87.
La route nationale 87 est une route nationale de Belgique qui relie Parette (Attert), près de la frontière luxembourgeoise, à Virton, près de la frontière française. Elle traverse le sud de la province de Luxembourg en suivant un axe nord-est/sud-ouest.

## Description du tracé

### Communes sur le parcours
- Région wallonne
  -  Province de Luxembourg
    - Attert
    - Habay
    - Étalle
    - Virton

## Statistiques de fréquentation
| BK   | Début              | Fin                    | Trafic moyen journalier (6h–22h, en milliers), | Trafic moyen journalier (6h–22h, en milliers), | Trafic moyen journalier (6h–22h, en milliers), | Trafic moyen journalier (6h–22h, en milliers), | Trafic moyen journalier (6h–22h, en milliers), | Trafic moyen journalier (6h–22h, en milliers), | Trafic moyen journalier (6h–22h, en milliers), |
| BK   | Début              | Fin                    | 1985                                           | 1990                                           | 1995                                           | 2000                                           | 2005                                           | 2010                                           | 2015                                           |
| ---- | ------------------ | ---------------------- | ---------------------------------------------- | ---------------------------------------------- | ---------------------------------------------- | ---------------------------------------------- | ---------------------------------------------- | ---------------------------------------------- | ---------------------------------------------- |
| 8,2  | Attert (Heinstert) | Habay (Habay-la-Neuve) | 0,9                                            | 1,1                                            | 1,5                                            | 1,8                                            | 2,4                                            | –                                              | –                                              |
| 18,2 | Étalle             | Étalle (Buzenol)       | 1,0                                            | 2,5                                            | 3,5                                            | 4,4                                            | 4,1                                            | –                                              | –                                              |